# Rajongemeinde Tauragė
Die Rajongemeinde Tauragė ist eine Rajongemeinde im Südwesten Litauens am Fluss Jūra.

## Orte
Die Rajongemeinde (Tauragės rajono savivaldybė) umfasst:
- 2 Städte
  - Tauragė – 27.511
  - Skaudvilė – 1884
- 4 Städtchen (miesteliai):
  - Batakiai – 540
  - Gaurė – 468
  - Pagramantis – 569
  - Žygaičiai – 643

- zahlreiche Dörfer, darunter:
  - Taurai – 1891
  - Lauksargiai – 700
  - Adakavas – 617
  - Mažonai – 577
  - Pagramantis – 564
  - Eičiai – 475

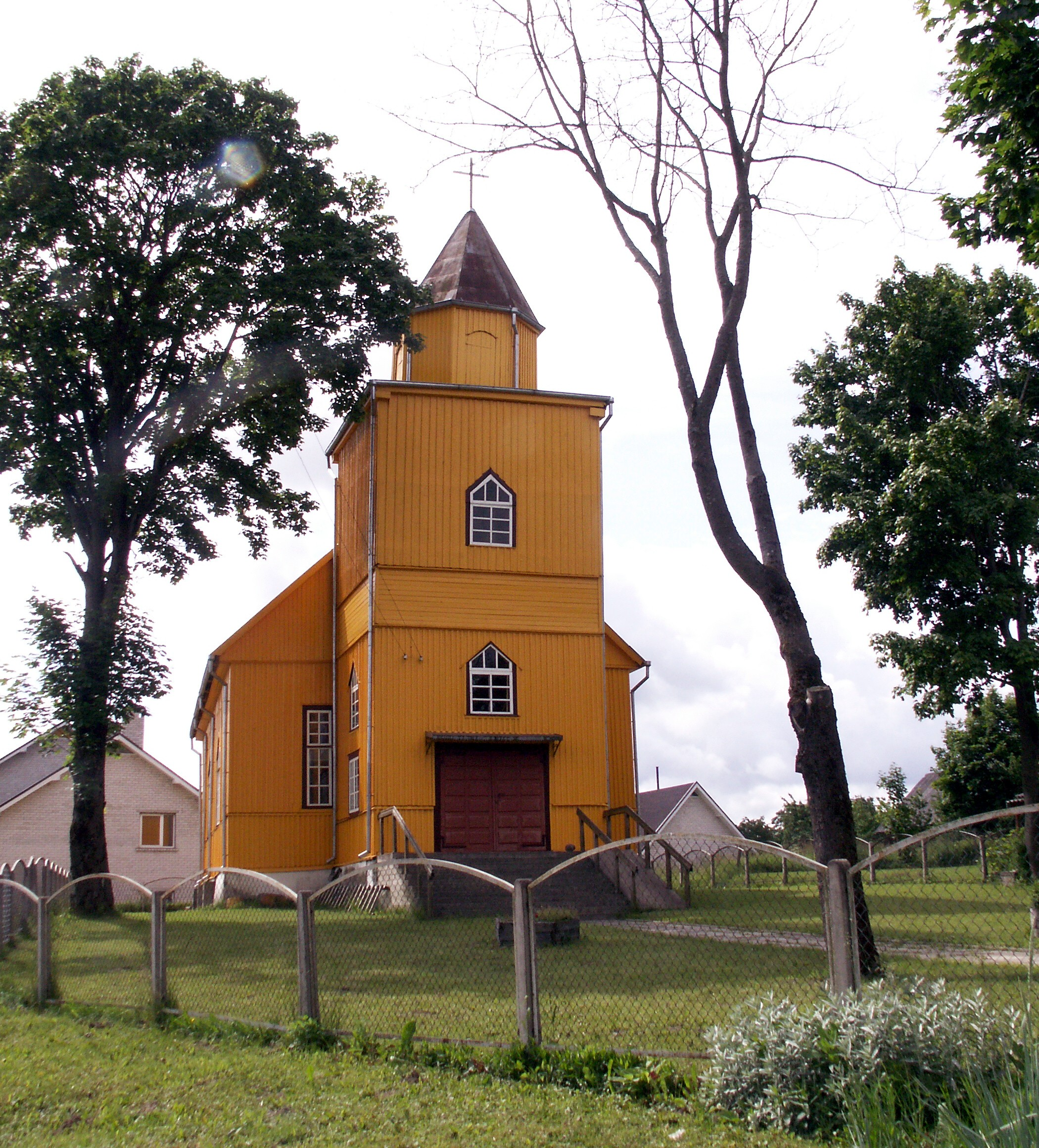
Evangelisch-Lutherische Kirche Skaudvilė, erbaut 1827
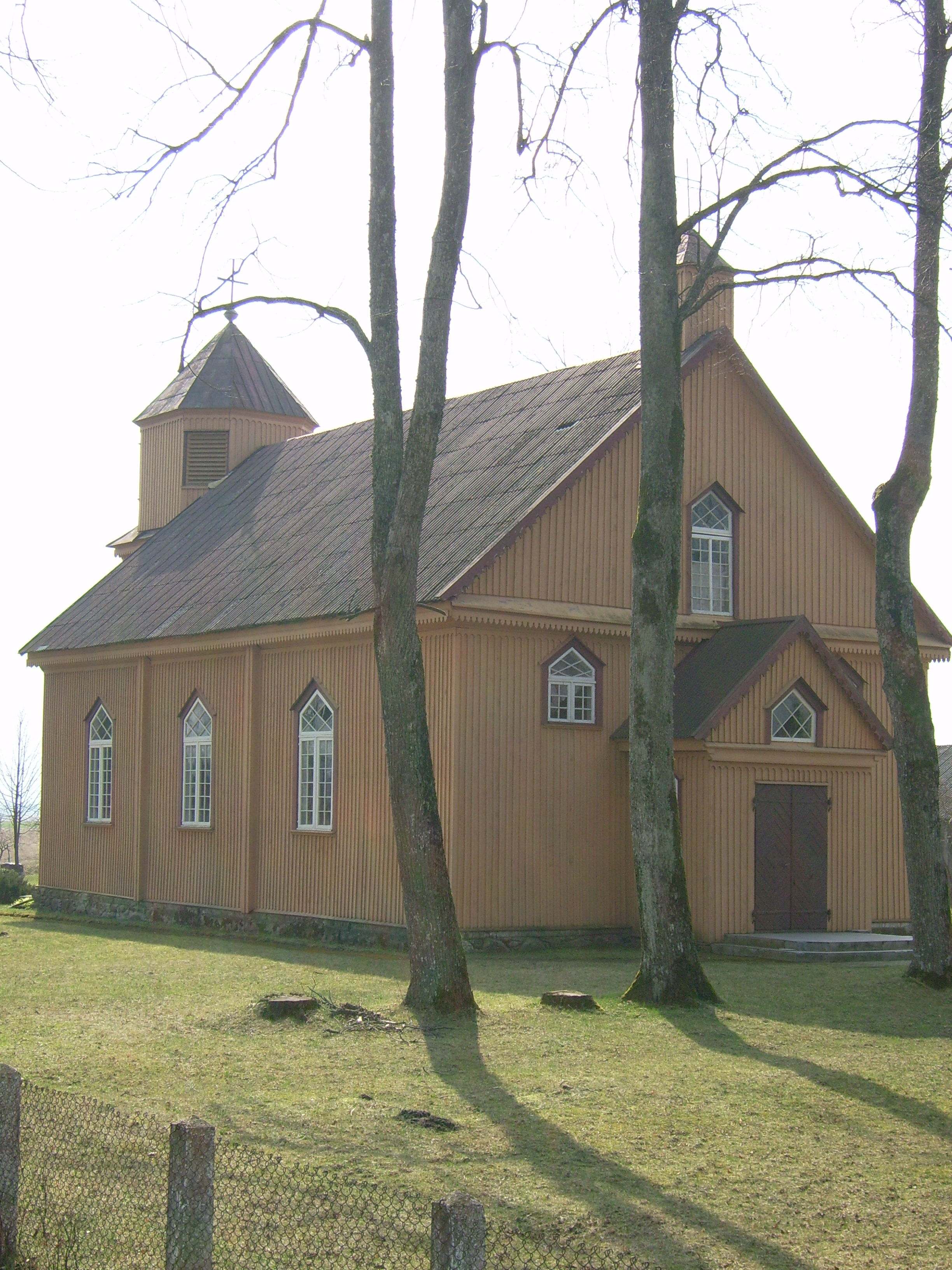
Evangelisch-Lutherische Kirche Bataki, erbaut 1885
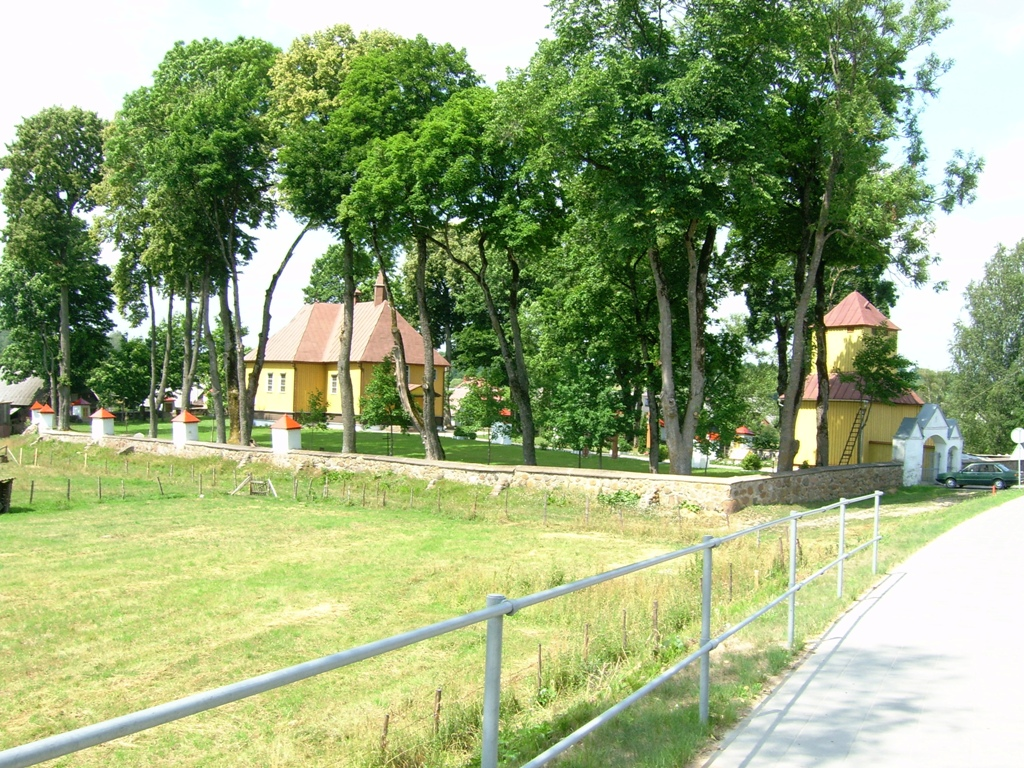
Katholische Kirche der Unbefleckten Empfängnis der Jungfrau Maria in Pagramantis, erbaut 1774
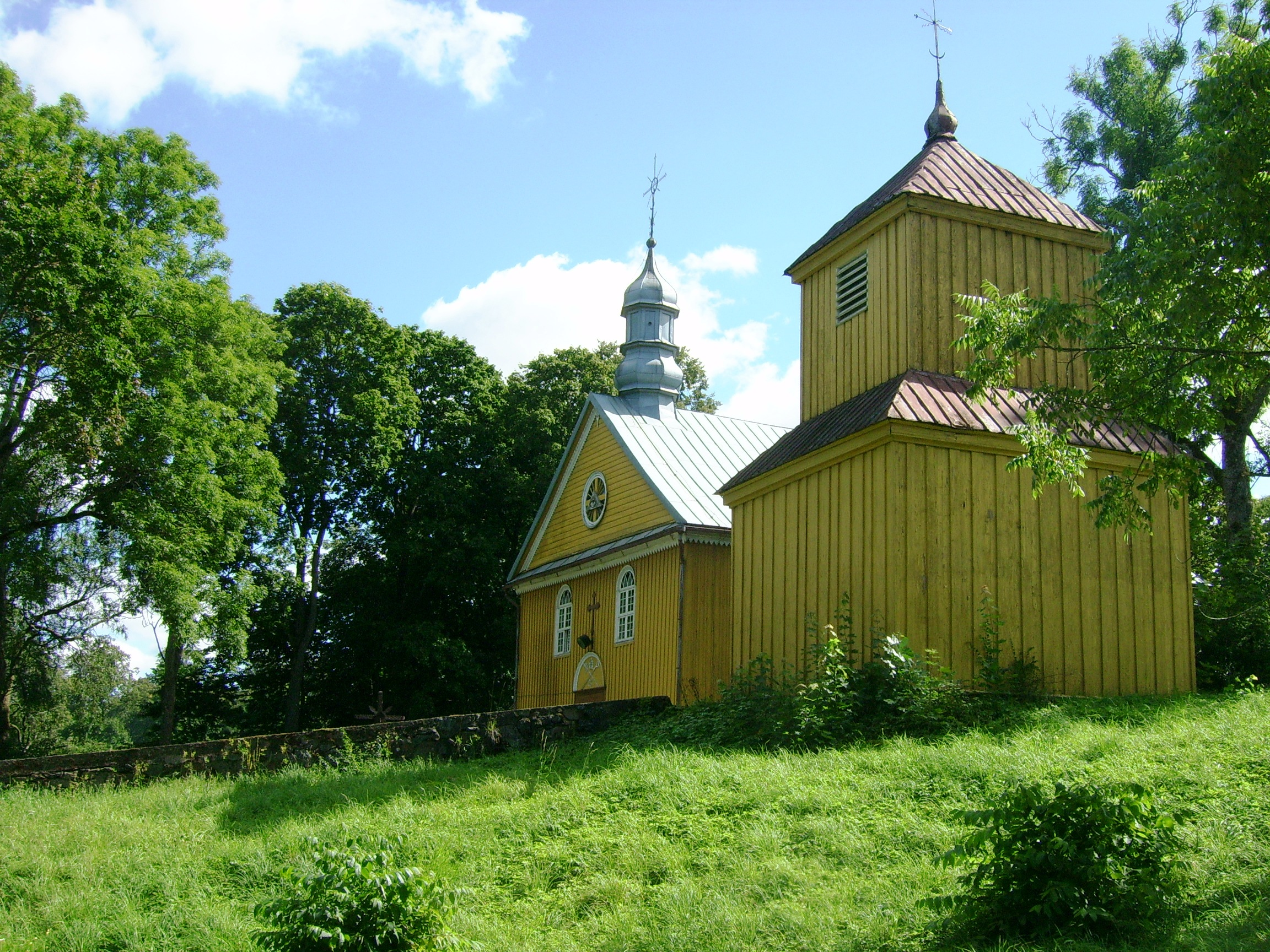
Katholische Kirche Johannes des Täufers in Adakava, erbaut 1793
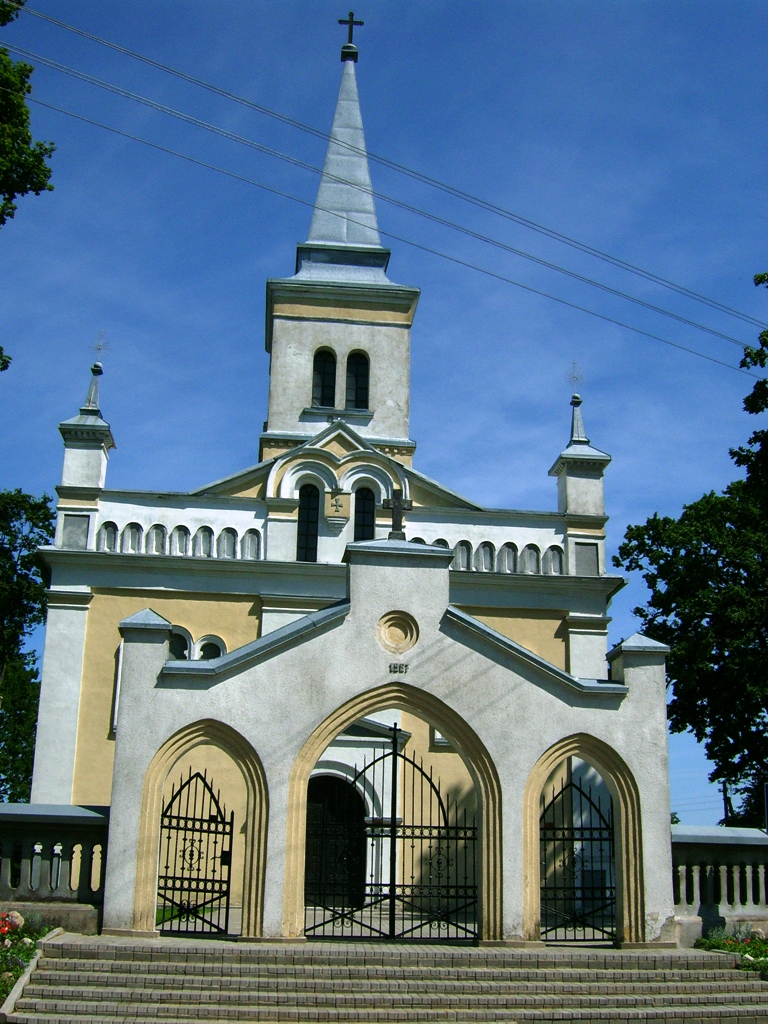
Katholische Kirche der Apostel Petrus und Paulus in Žygaičiai, erbaut 1863

## Amtsbezirke

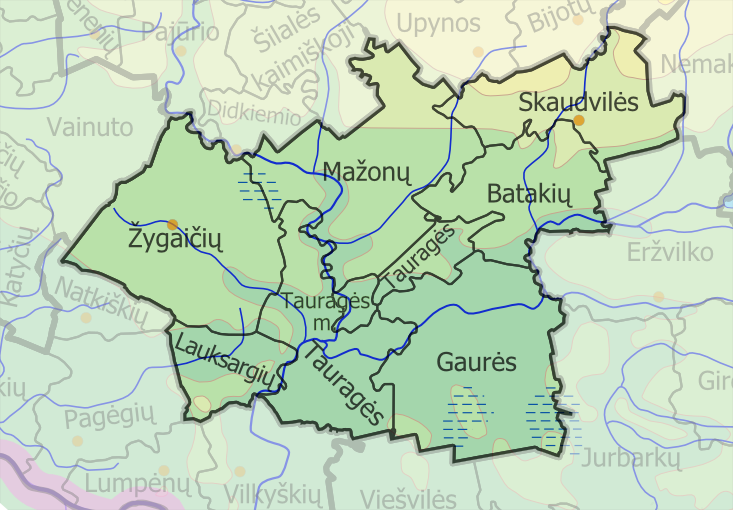
Amtsbezirke der Rajongemeinde Tauragė

Die Rajongemeinde umfasst acht Amtsbezirke:
- Batakiai
- Gaurė
- Lauksargiai
- Mažonai
- Skaudvilė
- Tauragė Stadt
- Tauragė
- Žygaičiai

## Bürgermeister
- 1995: Klemensas Paulius
- 1997: Petras Jokubauskas
- 2000: Viktoras Kovšovas
- 2003: Pranas Petrošius
- 2007: Robertas Piečia
- 2008, 2011: Pranas Petrošius
- 2015–2019: Sigitas Mičiulis (* 1958), LRLS
- Seit April 2019: Dovydas Kaminskas (* 1989), LRLS